# Schiedea viscosa
Schiedea viscosa är en nejlikväxtart som beskrevs av Horace Mann. Schiedea viscosa ingår i släktet Schiedea och familjen nejlikväxter. Inga underarter finns listade i Catalogue of Life.